# Ptychopteromorpha
Ptychopteromorpha Wood & Borkent, 1986, è un infraordine di insetti dell'ordine dei Ditteri, sottordine Nematoceri. Morfologicamente sono insetti simili ai Tipulomorfi.

## Sistematica e filogenesi
I Ptychopteromorpha comprendono due famiglie di non facile inquadramento sistematico e filogenetico, Tanyderidae e Ptychopteridae. Entrambe le famiglie sono state in passato inserite in differenti schemi, sia pure sostenendo in sostanza la reciproca relazione. Alla luce dei più recenti lavori, tuttavia, è incerto sia l'assemblaggio dell'infraordine sia la sua collocazione nell'albero filogenetico.
HENNIG (1973) collocò entrambe le famiglie nell'infraordine degli Psychodomorpha, mettendo in evidenza una relazione filogenetica fra Tanyderidae e Ptychopteridae che formavano un clade monofiletico divergente da quello degli Psychodidae.
ROHDENDORF et al. (1974), basandosi su criteri evoluzionistici e morfologici, piazzavano invece entrambe le famiglie all'interno dei Tipulomorpha nella superfamiglia Tipulidea. Va tuttavia messo in evidenza che l'albero sistematico di ROHDENDORF trattava i Tipulomorfi come un vasto raggruppamento contrapposto a quello dei Bibionomorpha e comprendente, oltre i Tipulomorpha sensu stricto, anche una parte degli attuali Psychodomorpha e l'insieme degli attuali Culicomorpha
WOOD & BORKENT (1989) e OOSTERBROEK & COURTNEY (1995) supportarono l'affinità filogenetica fra Tanyderidae e Ptychopteridae, ma a differenza di HENNIG correlarono i Ptychopteromorpha all'infraordine dei Culicomorpha.
Nel complesso, pur inquadrando il gruppo in posizioni differenti nell'albero filogenetico, si è finora riscontrata una sostanziale convergenza nel ritenere monofiletico l'infraordine dei Ptychopteromorpha e composto dalle suddette famiglie, come confermano i ricorrenti schemi tassonomici basati sugli esami filogenetici su base morfologica o molecolare degli anni novanta. Tuttavia, BERTONE et al. (2008) formulano un differente inquadramento, secondo il quale i Ptychoteridae rappresentano una delle linee divergenti più primitive e l'unico compreso nell'infraordine Ptychopteromorpha, mentre i Tanyderidae risulterebbero correlati agli Psychodidae e andrebbero perciò inquadrati fra gli Psychodomorpha.
La proposta di BERTONE et al. attualmente non trova ancora pieno sostegno e gli schemi tassonomici adottati si rifanno per lo più agli studi filogenetici precedenti.